# Mariusz Jakus
Mariusz Jakus, né le 26 novembre 1967 à Chrzanów, est un acteur polonais de cinéma.

## Filmographie

### Cinéma
- 2013 : Ida de Paweł Pawlikowski : le barman
- 2016 : Les Innocentes (Agnus Dei) d'Anne Fontaine : l'officier soviétique

### Télévision
- 2017 : Ultraviolet de Jan Komasa et Sławomir Fabicki : Zenon Nowak
- 2018 : Raven de Maciej Pieprzyca : commandant Marek Kaplonow

## Récompenses et nominations
- Festival du film polonais de Gdynia
  - Meilleur second rôle masculin